# Тень (фильм, 2009)
«Тень» (англ. Shadow) — мистический триллер с элементами фильма ужасов итальянского режиссёра Федерико Зампальоне. В фильме снимались Джейк Максуорти, Карина Теста, Оттавиано Блитч и Крис Коппола. Премьера состоялась 14 мая 2009 года в Италии.
Фильм получил награду за лучшие спецэффекты на фестивале фантастического кино, который ежегодно проводит университет Малаги в Испании. 1 октября 2009 года «Тень» была показана на кинофестивале в Ситжесе.
Теглайн — «Реальность может быть хуже кошмара» (англ. Reality Can Be Sicker Than Nightmares).

## Сюжет
Дэвид — солдат, ветеран боевых действий в Ираке. После очередной операции он отправляется в путешествие по Европе на велосипеде. Он приезжает в живописную местность, называемую Перевал Тени. В небольшом баре в предгорьях он встречается с девушкой-велосипедисткой по имени Анджелина. В это время в бар заваливается парочка грубых охотников-американцев, Фред и Бак, которые начинают приставать к ней. Дэвид и владелец бара прогоняют их.
В тот же день Дэвид ночует где-то в лесу, когда сильным ветром сдувает его палатку. Анджелина, находившаяся неподалёку, приглашает его в свою. Анджелина интересуется, откуда Дэвид узнал про Перевал Тени, которого нет на туристических картах. Солдат отвечает, что ему посоветовал съездить туда его друг и рассказывает, что был на войне. Анджелина рассказывает историю, как в лесах этого района, в угольной шахте, произошло массовое сожжение мирных жителей. И, согласно легенде, каждый, кто попадает в ту часть леса, становится жертвой призраков.
На следующий день Дэвид и Анджелина видят завораживающий пейзаж — горы и леса, покрытые туманом. Они вновь встречают охотников, на этот раз помешав им убить оленей. Охотники начинают на джипе преследовать велосипедистов. Фред ранит Дэвида выстрелом из винтовки, но затем оба преследователя попадают в аварию, их машина переворачивается. Анджелина и Дэвид уходят к озеру, где девушка перевязывает ему рану. Вскоре им снова приходится уходить от погони, при этом заехав в ту самую часть леса, где обитают призраки. Фред и Бак следуют за ними.
Парень с девушкой разделяются, Дэвид падает с велосипеда, у которого слетает цепь. Также Бак замечает, что в этой зоне не работает компас, а затем находит свою собаку сожжённой. Ближе к ночи Дэвид выходит к лесному домику, где сталкивается с незнакомцем за рулём автомобиля, преследующем его. Неудачно упав во второй раз, солдат теряет сознание. Он приходит в себя привязанным к столу в неком помещении, вместе с Фредом и Баком. Их навещает худой лысый человек, который пытает Фреда электрическим током. Спустя длительное время охотник теряет сознание, затем его дымящееся тело незнакомец снимает на чёрно-белую киноплёнку. Потом он блуждает по своему дому, где можно заметить фотографии людей, похожих на него, и различные пробирки и колбы. Стенд с фотографиями намекает, что возможно здесь проводился эксперимент нацистов во время Второй мировой.
Вернувшись, таинственный маньяк отрезает Дэвиду левое веко и снова уходит. Дэвиду удаётся освободится, сделать повязку на глаз и заблокировать двери, но в помещение начинает поступать некий газ. Он развязывает обоих охотников и выбирается вместе с ними из дома. Бак тут же попадает ногой в медвежий капкан. Фред бросает его, после чего на обездвиженного охотника наезжает маньяк на машине. Но и самому Фреду не удаётся уйти — он наступает на доску с гвоздями и его убивает психопат с серпом.
Дэвид возвращается в дом в поисках Анджелины, где обнаруживает фотографии, датированные 1945-м годом и пропагандистские фильмы нацистов. Также ему попадаются киноленты, подписанные «Хиросима», «Сербия», «Косово», «Чечня», «Сайгон», «Абу-Грейб» и так далее. Внезапно солдат подвергается нападению и в попытке убежать попадает в подземелье. Там он находит кучи обожжённых тел и понимает, что история, рассказанная Анджелиной, реальна и произошла во время Второй мировой войны. Когда он наклоняется, чтобы подобрать медальон Анджелины на песке, сзади его атакует маньяк. Дэвиду удаётся убить его ударом штык-ножа. Он находит лестницу, ведущую к свету, но когда забирается на неё, получает удар в спину серпом.
Дэвид просыпается в военном госпитале в Ираке, всё произошедшее оказалось сном: Дэвид выполнял задание в лесу, где должны были быть иракские повстанцы. Вместо этого он со своим отрядом наткнулся на пещеру, где жили гражданские, которые из-за войны покинули свою деревню. Бак и Фред оказываются солдатами из его подразделения, причём Фред бросил гранату в жителей вопреки приказу. Дэвид начал с ними потасовку и они втроём задели противопехотную мину. В итоге из них всех выжил только Дэвид. 
Доктор, вылечивший раненного солдата, говорит: «Никогда не видел кого-либо, так отчаянно сражавшегося со смертью». Имя мужчины, пытавшего солдата и охотников — Мортис, что в переводе с латыни означает «смерть». Анджелина — это медсестра из госпиталя. Все ранения, получаемые Дэвидом от маньяка и охотников, оказываются ранами от взрыва, также в конце показано, что он потерял обе ноги. 

## В ролях
- Джейк Максуорти — Дэвид
- Карина Теста — Анджелина
- Оттавиано Блитч — Фред
- Крис Коппола — Бак
- Эмилио Де Марчи — владелец бара / доктор в госпитале
- Нуот Аркуинт — Мортис / Смерть

## Съёмки
По словам самого Федерико Зампальоне, часть сюжета была навеяна событиями из его жизни и городскими легендами. 
Нуот Аркинт, исполнивший роль главного злодея, был найден через интернет. Зампальоне в интервью рассказывал, что для того чтобы выглядеть ужасающе, актёру не требовалось никакого грима.
Съёмки фильма проходили в покрытой лесами коммуне Тарвизио в провинции Удине, Италия. Горы, которые наблюдают в фильме главные герои это восточные Альпы.

## Критика
Гарет Джонс из издания «Dread Central» раскритиковал фильм, отметив, что он не стоит потраченного на него времени, но похвалил неплохой саундтрек, в частности, музыку во время погони охотников за главными героями в самом начале.